# Actinostella radiata
Actinostella radiata is een zeeanemonensoort uit de familie Actiniidae. De anemoon komt uit het geslacht Actinostella. Actinostella radiata werd in 1860 voor het eerst wetenschappelijk beschreven door Duchassaing de Fonbressin & Michelotti. 